# Polder Waard-Nieuwland

Wapen van het polderbestuur

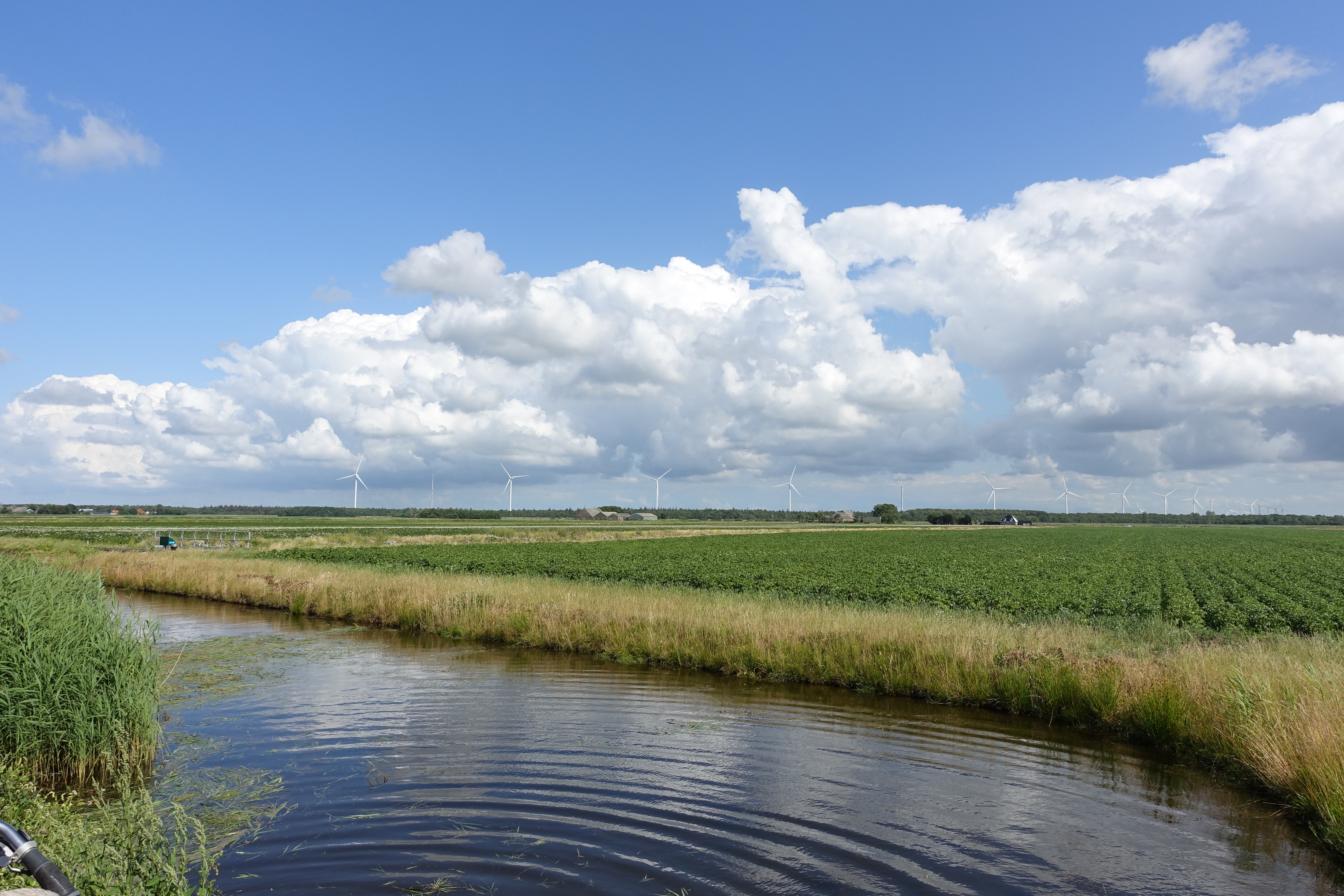
Overzicht van de polder

De Polder Waard-Nieuwland is een polder, die in 1846 werd aangelegd bij Wieringen in Noord-Holland. Op de polder staan boerderijen. De Polder Waard-Nieuwland heeft een oppervlakte van ongeveer 5 km². Sinds de 17e eeuw waren er al mislukte pogingen om het gebied droog te leggen.